# ウォーソー (イリノイ州)
ウォーソー（Warsaw）は、アメリカ合衆国のイリノイ州ハンコック郡にある市。人口は1,510人（2020年）。ミシシッピ川東岸にあり対岸はミズーリ州である。

## 歴史
1814年、後に大統領となるザカリー・テイラーが、ミシシッピ川東岸、デモイン川河口向かいに軍事要塞フォート・ジョンソンを建設した。これがウォーソーの始まりである。フォート・ジョンソンは数週間使用された後に焼却された。その1年後の1815年には、その跡地の近辺にフォート・エドワーズという新たな軍事要塞が建設され、それ以降ウォーソーは毛皮貿易の重要な拠点、イリノイ州北部では最も初期のアメリカ人入植地の一つとなった。
1840年代、ウォーソーは、ナヴーその他ハンコック郡各地におけるモルモン教徒の入植への反対運動の中心地であった。トーマス・C・シャープが編集していたウォーソーの地方紙ウォーソー・シグナルは、イリノイ州西部におけるモルモン教徒達の入植・開拓に対し強く反対していた。この間、ウィラード・リチャーズに率いられたモルモン教徒達は、ウォーソーのすぐ南側にも入植地を築こうと計画していたが、地元住民の反対およびその他の問題によりこの計画は中止された。
ウォーソーは、歴史ある店が多数残されている、保存状態のよい繁華街で有名である。1861年にドイツの移民によって設立されたウォーソー醸造所は、1971年に一度生産を終了していたが、2006年にバーやレストランとして改装され、再び運営されている。

## 地理
イリノイ州西端のマイヤーの近くに位置している。座標は、北緯40度21分 西経91度26分 / 北緯40.350度 西経91.433度。
2010年の国勢調査によれば、ウォーソーの総面積は19.34平方キロメートル(7.469平方マイル)であり、そのうち陸地が全体の87.29%に当たる16.89平方キロメートル(6.52平方マイル)、水面が全体の12.71%に当たる2.46平方キロメートル(0.949平方マイル)である。

## 人口
2000年の国勢調査では、1793人、726世帯、および500家族が在住しており、人口密度は271.0/平方マイル(104.6/平方キロメートル)であった。807の住宅が、一戸当たり平均で122.0平方マイル(47.1/平方キロメートル)の間に介在していた。人種別に見ると、白人が98.77%とほとんどを占め、アフリカ系アメリカ人が0.11%、ネイティブ・アメリカンが0.17%、パシフィック・アイランダーが0.06%、その他が0.73%となっている。
また、26世帯の内、32.5%が18歳未満の子供いる世帯であり、58.0%が夫婦で生活している世帯、8.5%が未亡人の女性の世帯、31.1% が非家族世帯だった。全世帯の27.4%は独身世帯であり、15.2%は65歳以上の独身世帯だった。平均の世帯規模は2.47人であり、また子供の平均人数は3.02人だった。
都市部の人口は、18歳未満が26.0%、18歳から24歳までが7.7%、25歳から44歳までが25.8%、45歳から64歳までが24.8%、65歳以上が15.6%であり、年齢の中央値は39歳だった。女性と男性の比率は1:0.981であり、18歳以上では1:0.953となっている。
都市部の1世帯ごとの平均収入は$35000ドルであり、そのうち1家族当たりの平均収入は$39808ドルであった。男性の平均収入が$29770ドルであったのに対して、女性の平均収入は$20039ドルと下回っていた。また、全家族の約6.4%および全人口の8.0%の収入は、貧困線を下回っていた。その中には、18歳未満の9.9%や65歳以上の7.2%も含まれていた。

## 著名人
- ジョン・ヘイ - 政治家、外交官、作家、およびジャーナリスト。インディアナ州セーレムの出身だが、ウォーソーで育った。1898年から1905年の間、国務長官を務めていた。
- ベンジャミン・F・マーシュ（英語版） - 元下院議員。ウォーソーに埋葬された。